# Eklipsdräkt

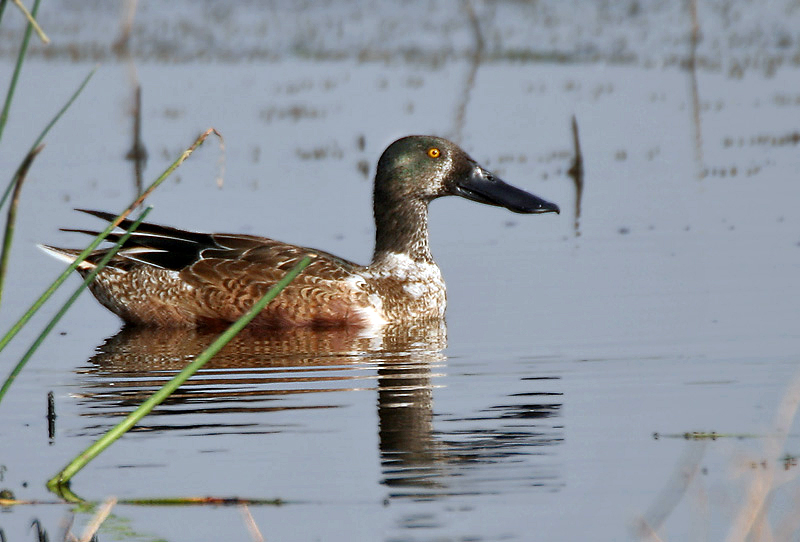
Adult skedandshane i eklipsdräkt.

Eklipsdräkt är ett ornitologiskt begrepp som främst används för andfåglar, och vissa vadare, där man skiljer mellan eklipsdräkt och praktdräkt. Eklipsdräkt är en diskretare färgad fjäderdräkt som anläggs före eller efter praktdräkten. Andhanar anlägger en eklipsdräkt under sommaren då de ruggar sina vingpennor och därmed blir flygoförmögna. Denna diskreta dräkt fungerar under denna period som ett skydd genom sina kamouflagekvaliteter. Eklipsdräkten är med andra ord den dräkt som änder bär på sommaren, varför man inte på samma sätt talar om andfåglarnas sommardräkt.

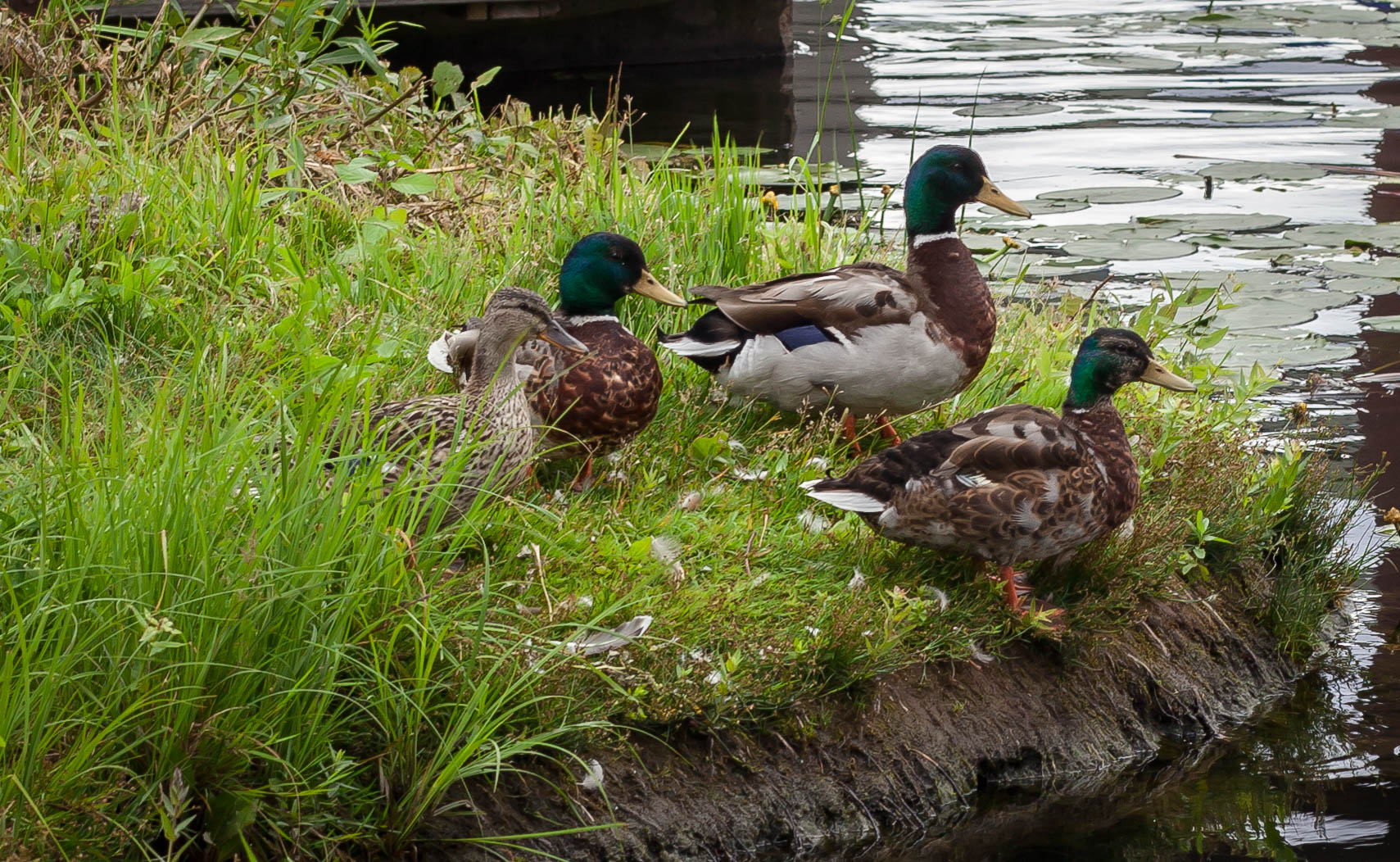
Hos gräsandshanen längst till höger har huvudet praktdräktens teckning medan övriga kroppen fortfarande uppvisar eklipsdräkt.
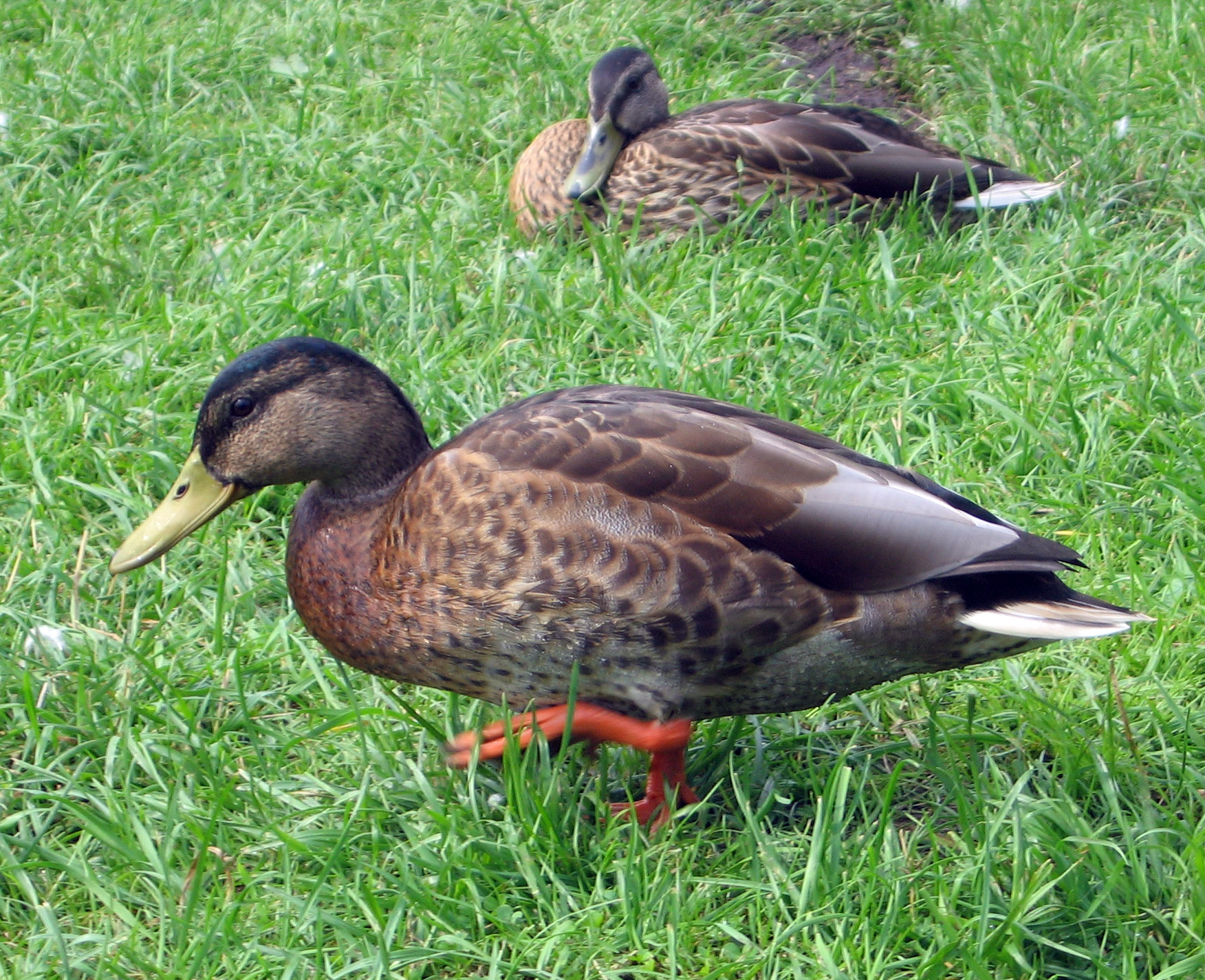
Adult gräsandshane i eklipsdräkt, i förgrunden.